# Poa tenera
Poa tenera es una especie herbácea, perteneciente a la familia de las (Gramíneas o Poáceas). Es originaria de Australia.

## Descripción
Es una hierba perennifolia,  flácida, por detrás o acolchada con estolones que alcanza un tamaño de 2 m de longitud. Las hojas con vaina delgadas, lisas o ligeramente scabridas; lígula membranosa con firmeza, de 0.5-1.5 mm de largo, truncada; hoja con frecuencia plana, o doblada y enrollada, de 1-1.5 mm de ancho, por lo general suaves. Las inflorescencias en panículas de 2-12 cm de largo, en la difusión de longitud, ramas filiformes. Espiguillas comprimidas, 2-4-flores, 3-4 mm de largo. Glumas 1-2 mm de largo, agudos a obtusos, baje 1-3-nervados, superior 3-nervada. Lemas obtusas, de 2-3 mm de largo, 5-nervada claramente, por lo general minuciosamente pubescentes en las internervios, los nervios y los márgenes inferiores. Pálea por lo general muy delicada, muy finamente escabrosa en las quillas anteriores.

## Distribución y hábitat
Crece en situaciones sombrías y húmedas, pero con buen drenaje en Nueva Gales del Sur en Australia. 

## Taxonomía
Poa tenera fue descrita por F.Muell. ex Hook.f. y publicado en Flora Tasmaniae 2: 124, t. 164. 1858.
Etimología
Poa: nombre genérico derivado del griego poa = (hierba, sobre todo como forraje).
tenera: epíteto latino que significa "delicada".
Sinonimia
- Poa caespitosa var. tenera (F.Muell.) Benth.
- Poa effusa (Nees) Steud.
- Poa humifusa J.M.Black
- Poa saxicola var. effusa Nees basónimo[5]